# はずる

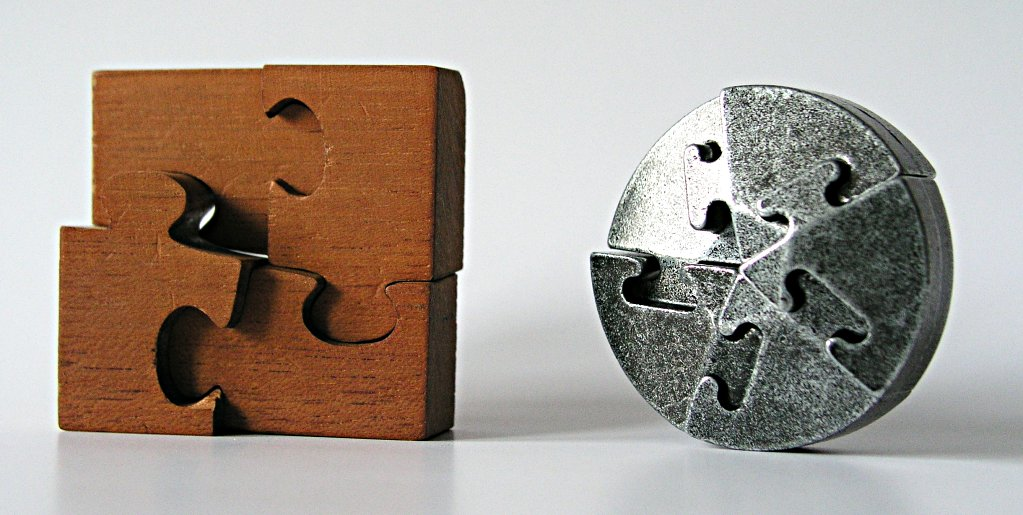
右がはずるのひとつ「キャストスパイラル」

はずる（Huzzle）とは、知恵の輪をモチーフとした立体パズルのシリーズである。株式会社ハナヤマが販売している。
旧称、キャストパズル（Cast Puzzle）。

## 概要

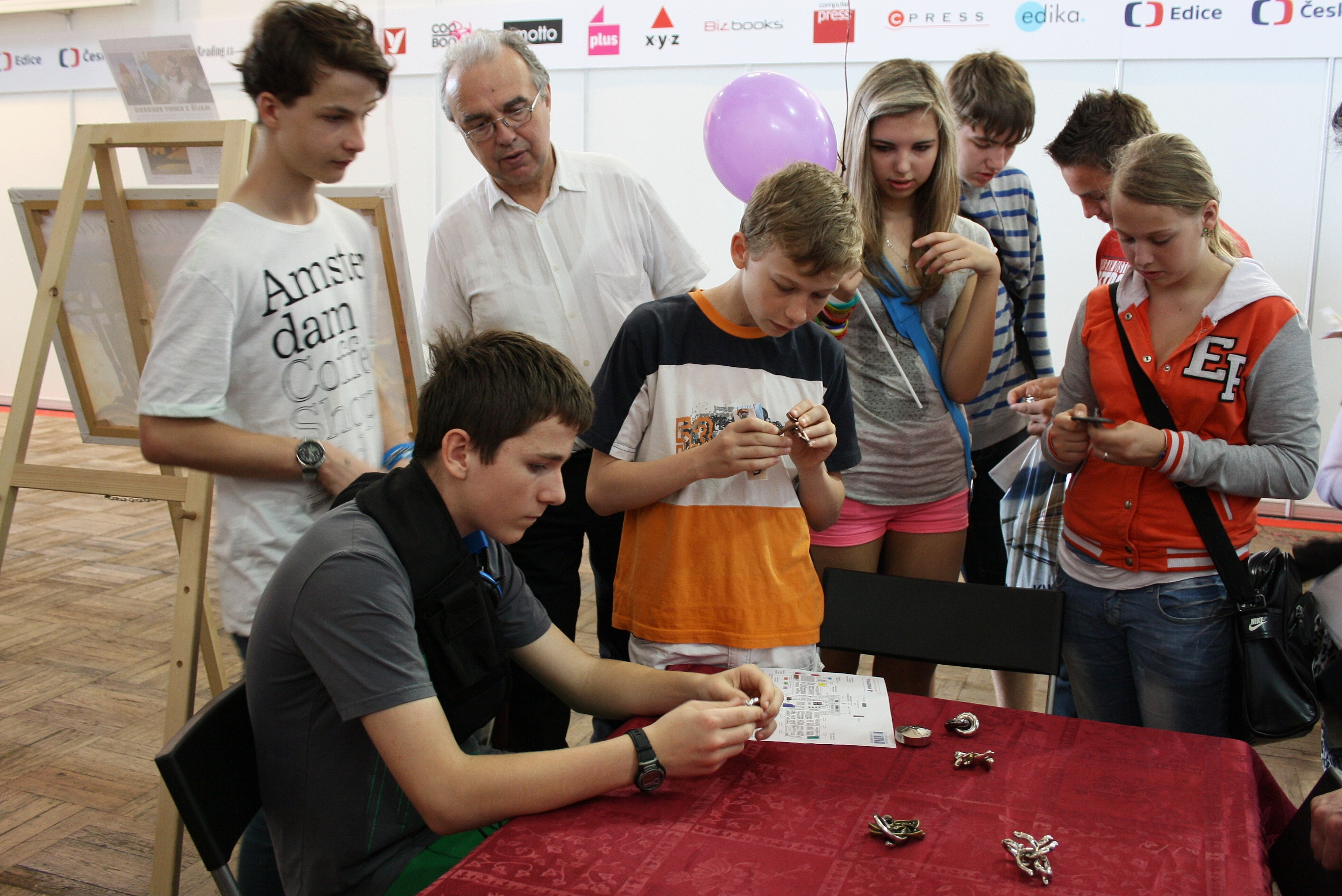
キャストパズルを解く人々

パズルのテーマは『外せますか? 戻せますか?』。基本思想は「知恵の輪」の原理によって複雑に組み合わされた2つ以上のパーツからなる構造体を分解し、復元することを目的とするパズルである。従来「知恵の輪」と呼ばれるものの大部分が巧妙に曲げられた針金で構成されていたのに対し、はずるは素材に亜鉛合金を採用し、鋳造によって成型され製造される。製造工程をダイキャスト（die-casting）と呼ぶことから、発売当初の商品名を「キャストパズル」とした。監修は芦ヶ原伸之が担当した。
キャストパズル開発の発端は、芦ヶ原が提唱した「現代版の鋳造パズル」の企画に玩具メーカーである株式会社ハナヤマが賛同したのが始まりである。芦ヶ原は自身の所有する膨大なパズルコレクションに、かつて19世紀イギリスのパズルブームの渦中に生み出された「鋳造された金属のパズル」を見出し、「過去の名作鋳造パズルに創作を加えて近代パズルとして復刻する」という企画を発案した。かくして1983年にキャストパズルシリーズ第1弾となる三つの作品『CAST KEY』『CAST A.B.C』『CAST STAR』が発表された。これらの作品の好評を受けて続編が企画され、過去の名作だけではなく新作も多く発売されるようになった。2025年2月現在、キャストパズルシリーズは83点販売されている。
2016年7月5日からシリーズの名称を「はずる」とし、同時にパッケージデザイン・JANコード・メーカー希望小売価格が改定された。

## 作品概要

### タイトル
作品タイトルは全て『CAST ○○』の形式で統一されている。
また、2002年からは各々の作品に設計思想をあらわした漢字一文字によるテーマが設定され、それ以前に発表された作品には芦ヶ原が新たにテーマを設定した。なお、2016年7月以降に発表された作品にはテーマが付けられていない。

### 難易度
作品にはメンサ日本支部の協力のもと、そのパズルを解くために必要とされる能力を数値化した独自の難易度が設定されている。設定値は1（易しい）から6（難しい）の6段階となっており、難易度ごとにパッケージが色別されている。
パズルを解く"楽しみ"と"苦しみ"を充分に味わっていただくため、との理由からパッケージに解答図が入っていないが、公式サイトより申し込むと解答図が送付される。

#### 過去の難易度
発売当初は難易度の数値は設定されておらず、難易度の低い作品から順に通し番号が付けられていた。その後1997年頃から「初級」「中級」「上級」の3段階に、2000年頃から星1つ〜5つの5段階評価に、2002年頃から6段階評価になった。
2012年頃からパズルを解くために必要な右脳的なひらめき力「ひらめき指数」、左脳的な論理的思考力「論理指数」、さらに二つの値を総合した「総合難易度」の3つであらわされるようになった。この総合難易度制への移行に伴い、難易度の改定や廃番化などが行われた。
2016年の「はずる」への名称変更に伴い、難易度は6段階制に戻されている。

### シリーズ
2016年12月から、テレビ特撮作品の「ウルトラシリーズ」とのコラボレーションによる作品が販売されている。これらの作品のタイトルは、従来の『CAST ○○』ではなく、独自のものが使われている。パッケージデザインもウルトラシリーズをイメージしたものとなっている。
2019年12月からは、はずるをミニサイズのカプセルトイとした「はずるmini」がバンダイの「ガシャポン」筐体にて販売されている。
2023年6月からは、コンシューマーゲームの「ゼルダの伝説シリーズ」とコラボレーションした商品も販売されている。こちらも、独自の作品タイトルとパッケージデザインが使用されている。
また、過去には以下のようなシリーズが販売されていた。
- ストラップシリーズ
ストラップ用に開発された小型のキャストパズルシリーズ。1999年販売開始。ほとんどは通常版を縮小したものだが、『CAGE』は通常版から大幅に形状を変更した。また『SWEET』は当時新作として発表され、のちに『CAST DOLCE』としてリメイクされた。
- マリンシリーズ
- マリンキャストシリーズ
海洋生物をモチーフにしたパズル。元々は「マリンシリーズ」として小型のキーホルダー用に開発され、上記の「ストラップシリーズ」と同時期に販売された。その後、2010年に「マリンシリーズ」を大型にリメイク。解法は「マリンシリーズ」とほぼ同じだが、作品タイトルが変更され、キーホルダー用の穴が排除された。
マリンキャストシリーズ全作のデザインは、日本の造型家Akio Yamamotoが担当した。
- ディズニーキャラクターキャストパズル
キャストパズルとディズニーとのコラボレーション作品。既存のキャストパズルがディズニーキャラクターを模したデザインに変更されている。
- プレミアムシリーズ
通常の作品よりも大きなサイズの高価格シリーズ。チェスの駒をモチーフとしている。

これらは2012年のパッケージデザイン変更時に「マリンキャストシリーズ」は通常シリーズと統合され、「ストラップシリーズ」「ディズニーキャラクターキャストパズル」は廃番となった。「プレミアムシリーズ」は、2021年6月にはずるシリーズのブランド再開発が行われた際に廃番となった。

## 販売中の作品一覧
以下、難易度が低いものから順に記載する。難易度が同じものは、はずる公式サイト内「商品ラインナップ」の記載順に記す。
なお、パッケージは難易度ごとに異なる色が使用されている。
- 白色：レベル1
- 黄色：レベル2
- 緑色：レベル3
- 青色：レベル4
- 黒色：レベル5、レベル6

### レベル1
| タイトル                                                              | 販売開始 年月 | デザイナー                    | キャストパズル時代 | キャストパズル時代 | キャストパズル時代 | 備考 |
| タイトル                                                              | 販売開始 年月 | デザイナー                    | テーマ             | ひら めき 指数     | 論理 指数          | 備考 |
| --------------------------------------------------------------------- | ------------- | ----------------------------- | ------------------ | ------------------ | ------------------ | --- |
| CAST LOVE （キャスト ラブ）                                           | 2020年8月     | Scott Elliott （アメリカ）    |                    |                    |                    | 原作は2018年にクラウドファンディングによって制作されたネックレス型のパズル『HUZZLE Heart of Hearts』 |
| CAST FLAG （キャスト フラグ）                                         | 1994年        | 芦ヶ原伸之 （日本）           | 旗                 |                    |                    | 過去の名作パズルの復刻版で、1898年のアメリカ特許（アメリカ合衆国特許第 596,633号）。2012年に廃番となったが、2018年9月に復刻された。                                                                                                   |
| CAST LOOP （キャスト ループ）                                         | 2007年9月     | Vesa Timonen （フィンランド） | 合                 | 1                  | 1                  | 2007年『世界パズルデザインコンペティション』「Puzzlers' Award（参加者投票第1位）」受賞作品。 出荷時は未完成の状態で梱包されており、完全な形に復元することを目的としている。本革の紐が同梱されており、アクセサリーとしても使用できる。 |
| CAST DIAMOND （キャスト ダイヤモンド）                                | 2016年7月     | Scott Elliott （アメリカ）    |                    |                    |                    | |
| CAST A.B.C （キャスト エービーシー）                                  | 1983年9月     | 芦ヶ原伸之 （日本）           | 曲                 |                    |                    | 第一回発売作品の1つ。 1911年イギリスの名作パズルを芦ヶ原伸之が改良したもの。 2012年に廃番となったが、2018年6月に復刻された。 |
| ULTRA SSSP EMBLEM SHOOTING STAR （ウルトラマン 科学特捜隊流星マーク） | 2017年9月     | Scott Elliott （アメリカ）    |                    |                    |                    | 『ウルトラマン』に登場する、科学特捜隊の「流星マーク」を形象している。 パズルのギミックは『CAST DIAMOND』を元に設計されている。 |

### レベル2
| タイトル                             | 販売開始 年月 | デザイナー                                        | キャストパズル時代 | キャストパズル時代 | キャストパズル時代 | 備考 |
| タイトル                             | 販売開始 年月 | デザイナー                                        | テーマ             | ひら めき 指数     | 論理 指数          | 備考 |
| ------------------------------------ | ------------- | ------------------------------------------------- | ------------------ | ------------------ | ------------------ | --- |
| CAST HORSE （キャスト ホース）       | 1984年        | 芦ヶ原伸之 （日本）                               | 馬                 | 2                  | 2                  | 過去の名作パズルの復刻版。 |
| CAST SNOW （キャスト スノー）        | 2020年1月     | Kyoo Wong （香港）                                |                    |                    |                    | |
| CAST KEYII （キャスト キーII）       | 2006年3月     | Otake,Wong                                        | 鍵                 | 1                  | 2                  | 第一回発売作品『CAST KEY』の後継型。 |
| CAST HOOK （キャスト フック）        | 2009年7月     | Vesa Timonen （フィンランド）                     | 鉤                 | 2                  | 1                  | |
| CAST BOX （キャスト ボックス）       | 2012年9月     | Yuta Akira （日本）                               | 箱                 | 1                  | 3                  | 発表時のタイトルは『Simple Solid Ring Maze』。キャストパズル化にあたって改称された。                                                                                |
| CAST HARMONY （キャスト ハーモニー） | 2012年11月    | Dmitry Pevnitskiy Kirill Grebnev （ともにロシア） | 奏                 | 1                  | 2                  | 2010年『世界パズルデザインコンペティション』「Puzzlers' Award（参加者投票第1位）」受賞作品。                                                                        |
| CAST DOT （キャスト ドット）         | 2017年7月     | Akio Yamamoto （日本）                            |                    |                    |                    | |
| CAST KEYRING （キャスト キーリング） | 2001年12月    | Oskar Van Deventer （オランダ）                   | 対                 |                    |                    | 本体に刻印された「KEYRING」のレタリングはスコット・キムによるもので、上下逆に見ても読めるアンビグラムになっている。 2012年に廃番となったが、2021年6月に復刻された。 |
| CAST A&A （キャスト エーアンドエー） | 2023年8月     | Vesa Timonen （フィンランド）                     |                    |                    |                    | |

### レベル3
| タイトル                                             | 販売開始 年月 | デザイナー                                  | キャストパズル時代 | キャストパズル時代 | キャストパズル時代 | 備考 |
| タイトル                                             | 販売開始 年月 | デザイナー                                  | テーマ             | ひら めき 指数     | 論理 指数          | 備考 |
| ---------------------------------------------------- | ------------- | ------------------------------------------- | ------------------ | ------------------ | ------------------ | --- |
| CAST SLIDER （キャスト スライダー）                  | 2019年6月     | Vesa Timonen （フィンランド）               |                    |                    |                    | |
| CAST DICE （キャスト ダイス）                        | 2021年2月     | Timothy Collins （オーストラリア）          |                    |                    |                    | |
| CAST ARROWS （キャスト アローズ）                    | 2018年6月     | Andrei Ivanov （ロシア）                    |                    |                    |                    | |
| CAST STAR （キャスト スター）                        | 1983年        | 芦ヶ原伸之 （日本）                         | 星                 | 4                  | 2                  | 第一回発売作品の1つ。19世紀末の名作パズルの復刻版。 |
| CAST S&S （キャスト エスアンドエス）                 | 1984年        | 芦ヶ原伸之 （日本）                         | 双                 | 3                  | 2                  | 19世紀末の名作パズルの復刻版。 |
| CAST CAGE （キャスト ケージ）                        | 1997年        | Professor Bakalar （チェコ）                | 籠                 | 4                  | 2                  | 過去の名作パズルの復刻版。 |
| CAST DOLCE （キャスト ドルチェ）                     | 2002年        | Akio Yamamoto （日本）                      | 美                 | 4                  | 2                  | ストラップシリーズ『SWEET』のリメイク。解法は大幅に変更されている。                                                                                       |
| CAST O'GEAR （キャスト オーギア）                    | 2002年        | Oskar Van Deventer （オランダ）             | 歯                 | 2                  | 3                  | 2001年開催の『第1回世界パズルデザインコンペティション』 「Honorable Mention（佳作）」入賞作品（受賞時のタイトルは『Sunflower』）。                        |
| CAST VIOLON （キャスト ビオロン）                    | 2003年10月    | 室井忠夫 （日本）                           | 弦                 | 2                  | 3                  | Joseph L. Litleの発明による1965年のアメリカ特許（アメリカ合衆国特許第 3,168,316号に芦ヶ原伸之と日本のパズル作家・室井忠夫が手を加えたもの。               |
| CAST G&G （キャスト ジーアンドジー）                 | 2013年6月     | JinHoo Ahn （韓国）                         | 重                 | 2                  | 3                  | 2012年『世界パズルデザインコンペティション』「Jury Grand Prize（グランプリ）」受賞作品（受賞時のタイトルは『Double G』）。                                |
| CAST GALAXY （キャスト ギャラクシー）                | 2014年7月     | ブラム・コーエン （アメリカ）               | 捻                 | 3                  | 3                  | 2013年『世界パズルデザインコンペティション』「Jury Honorable Mention（佳作）」受賞作品。                                                                  |
| CAST SHIFT （キャスト シフト）                       | 2017年2月     | 小谷善行 （日本） Kirill Grebnev （ロシア） |                    |                    |                    | 海外では『CAST HASHTAG』として販売されることもある。 |
| ULTRA BETA CAPSULE （ウルトラマン ベーターカプセル） | 2017年9月     | 芦ヶ原伸之 （日本）                         |                    |                    |                    | 『ウルトラマン』にて、ハヤタ・シンがウルトラマンに変身する際に使用する「ベーターカプセル」を形象している。パズルのギミックは『CAST CAGE』を元としている。 |
| CAST CROSS （キャスト クロス）                       | 2022年7月     | Edi Nagata （日本）                         |                    |                    |                    | |
| CAST HEX （キャスト ヘックス）                       | 2023年3月     | Masumi Ohno （大野真澄、日本）              |                    |                    |                    | 2023年12月には、タカラッシュが作成した謎解きと連動した『はずる謎解き HEXIT（ヘグジット）』を販売した。                                                    |
| CAST JAM （キャスト ジャム）                         | 2025年2月     | Yuu Asaka （浅香遊、日本）                  |                    |                    |                    | |

### レベル4
| タイトル                                                       | 販売開始 年月 | デザイナー                       | キャストパズル時代 | キャストパズル時代 | キャストパズル時代 | 備考 |
| タイトル                                                       | 販売開始 年月 | デザイナー                       | テーマ             | ひら めき 指数     | 論理 指数          | 備考 |
| -------------------------------------------------------------- | ------------- | -------------------------------- | ------------------ | ------------------ | ------------------ | --- |
| CAST RING （キャスト リング）                                  | 2000年        | 芦ヶ原伸之 （日本）              | 環                 | 4                  | 3                  | 復元型パズル。 原作は15世紀頃の「パズル指輪」で、1887年にアメリカ特許（アメリカ合衆国特許第 367,896号）取得。                    |
| CAST HEART （キャスト ハート）                                 | 2001年        | [ 5 ]                            | 恋                 | 4                  | 4                  | 過去の名作パズルの復刻版。 |
| CAST BAROQ （キャスト バロック）                               | 2003年11月    | Akio Yamamoto （日本）           | 楽                 | 5                  | 3                  | バッハの楽曲『大フーガ』の絡み合うメロディから着想された作品。                                                                   |
| CAST L'OEUF （キャスト レフ）                                  | 2004年3月     | Oskar Van Deventer （オランダ）  | 玉                 | 3                  | 5                  | 作品タイトルはフランス語で「卵」の意味。                                                                                         |
| CAST COASTER （キャスト コースター）                           | 2006年3月     | Serhiy Grabarchuk （ウクライナ） | 結                 | 4                  | 4                  | 復元型パズル。 |
| CAST COIL （キャスト コイル）                                  | 2011年1月     | Edi Nagata （日本）              | 回                 | 3                  | 5                  | 発表時のタイトルは『Twin Snake』。 以前の難易度は3。完成形は二通りあるが、正答は一つ。                                           |
| CAST DONUTS （キャスト ドーナツ）                              | 2011年9月     | Vesa Timonen （フィンランド）    | 連                 | 4                  | 3                  | |
| CAST CYLINDER （キャスト シリンダー）                          | 2013年8月     | Vesa Timonen （フィンランド）    | 錠                 | 3                  | 4                  | |
| CAST TWIST （キャスト ツイスト）                               | 2013年10月    | Oskar Van Deventer （オランダ）  | 搦                 | 2                  | 5                  | 発表時のタイトルは『Snake Ball』。                                                                                               |
| CAST U&U （キャスト ユーアンドユー）                           | 2014年4月     | Kyoo Wong （香港）               | 錯                 | 4                  | 3                  | 2014年『世界パズルデザインコンペティション』「Jury Grand Prize（グランプリ）」受賞作品。                                         |
| CAST KEYHOLE （キャスト キーホール）                           | 2015年1月     | Vesa Timonen （フィンランド）    | 溝                 | 4                  | 3                  | |
| CAST HEXAGON （キャスト ヘキサゴン）                           | 2015年5月     | MINE.Uyematsu （植松峰幸、日本） | 巡                 | 3                  | 5                  | 2014年『世界パズルデザインコンペティション』「Jury Honorable Mention（佳作）」受賞作品（受賞時のタイトルは『Claws of Satan』）。 |
| CAST MOBIUS （キャスト メビウス）                              | 2015年10月    | Oskar Van Deventer （オランダ）  | 帯                 | 3                  | 5                  | |
| CAST CAKE （キャスト ケーキ）                                  | 2016年7月     | ブラム・コーエン （アメリカ）    |                    |                    |                    | |
| CAST DIAL （キャスト ダイヤル）                                | 2016年11月    | Vesa Timonen （フィンランド）    |                    |                    |                    | |
| CAST UFO （キャスト ユーフォー）                               | 2019年2月     | Vesa Timonen （フィンランド）    |                    |                    |                    | |
| CAST VALVE （キャスト バルブ）                                 | 2021年10月    | Vesa Timonen （フィンランド）    |                    |                    |                    | |
| ULTRA GUARD EMBLEM （ウルトラセブン ウルトラ警備隊エンブレム） | 2017年8月     | Vesa Timonen （フィンランド）    |                    |                    |                    | 『ウルトラセブン』に登場するウルトラ警備隊のエンブレムを形象している。 パズルのギミックは『CAST CYLINDER』を元に設計されている。 |
| CAST PLANET （キャスト プラネット）                            | 2022年2月     | Masumi Ohno （大野真澄、日本）   |                    |                    |                    | |
| ZELDA HYRULE CREST （ゼルダの伝説 ハイラルの紋章）             | 2023年6月     |                                  |                    |                    |                    | 『ゼルダの伝説』シリーズに登場するハイラルの紋章を形象している。 パズルのギミックは『CAST HEART』を元に設計されている。          |

### レベル5
| タイトル                                       | 販売開始 年月 | デザイナー                                                    | キャストパズル時代 | キャストパズル時代 | キャストパズル時代 | 備考 |
| タイトル                                       | 販売開始 年月 | デザイナー                                                    | テーマ             | ひら めき 指数     | 論理 指数          | 備考 |
| ---------------------------------------------- | ------------- | ------------------------------------------------------------- | ------------------ | ------------------ | ------------------ | --- |
| CAST CYCLONE （キャスト サイクロン）           | 2020年11月    | Kyoo Wong （香港）                                            |                    |                    |                    | 2021年『世界パズルデザインコンペティション』「Jury Honorable Mention（佳作）」受賞作。 |
| CAST ELK （キャスト エルク）                   | 1986年        | 芦ヶ原伸之 （日本）                                           | 角                 | 5                  | 4                  | 19世紀末の名作パズルの復刻版。以前の難易度は6。 |
| CAST AMOUR （キャスト アムール）               | 1992年        | Akio Yamamoto （日本）                                        | 愛                 | 5                  | 4                  | |
| CAST DEVIL （キャスト デビル）                 | 1994年        | 芦ヶ原伸之 （日本）                                           | 爪                 | 5                  | 4                  | 20世紀初頭の『悪魔の爪』というパズルの復刻版。以前の難易度は4。 |
| CAST SPIRAL （キャスト スパイラル）            | 2003年6月     | Kennet Warker Harry Nelson （ともにアメリカ）                 | 渦                 | 6                  | 4                  | 二人のパズル作家によるコラボレーション作品。 |
| CAST RADIX （キャスト ラディックス）           | 2005年2月     | Akio Yamamoto （日本）                                        | 萌                 | 5                  | 4                  | 2005年『世界パズルデザインコンペティション』「Grand Prize（グランプリ）」受賞。 2012年の改良版は発売当初の物より一回り小さい。                                                                         |
| CAST DUET （キャスト デュエット）              | 2005年10月    | Oskar Van Deventer （オランダ）                               | 磁                 | 4                  | 5                  | パーツを分解するだけでなく、所定の位置までパーツを移動させる課題が与えられている。 |
| CAST EQUA （キャスト エクア）                  | 2008年9月     | Oskar Van Deventer （オランダ）                               | 天                 | 5                  | 4                  | 発表時のタイトルは『Space Rings』。発売当初から一度デザインが変更され、難易度が大幅に向上している。 |
| CAST MARBLE （キャスト マーブル）              | 2009年4月     | ブラム・コーエン （アメリカ） Oskar Van Deventer （オランダ） | 球                 | 5                  | 4                  | |
| CAST HELIX （キャスト ヘリックス）             | 2009年10月    | Akio Yamamoto （日本）                                        | 華                 | 4                  | 6                  | |
| CAST SQUARE （キャスト スクエア）              | 2010年1月     | Vesa Timonen （フィンランド）                                 | 方                 | 4                  | 5                  | |
| CAST H&H （キャスト エイチアンドエイチ）       | 2010年6月     | Oskar Van Deventer （オランダ）                               | 絡                 | 5                  | 4                  | |
| CAST RATTLE （キャスト ラトル）                | 2010年9月     | ブラム・コーエン （アメリカ）                                 | 緩                 | 5                  | 5                  | 2010年『世界パズルデザインコンペティション』「Jury Honorable Mention（佳作）」受賞作品。以前の難易度は4。                                                                                              |
| CAST PADLOCK （キャスト パドロック）           | 2016年1月     | JinHoo Ahn （韓国）                                           | 頑                 | 4                  | 5                  | 2014年『世界パズルデザインコンペティション』「Jury Honorable Mention（佳作）」受賞作品（受賞時のタイトルは『Cassette』）。                                                                             |
| CAST LABY （キャスト ラビ）                    | 1997年        | 芦ヶ原伸之 （日本）                                           | 迷                 | 4                  | 5                  | 19世紀末の迷路をモチーフとした名作パズルを芦ヶ原伸之が復刻したもの。 2020年に廃番となるが、2021年6月に『CAST LABY GOLD&SILVER』として復刻した。 初版の塗装は黒色で復刻版は名称通り金銀の配色となった。 |
| ULTRA EYE （ウルトラセブン ウルトラアイ）      | 2017年8月     | 芦ヶ原伸之 （日本）                                           |                    |                    |                    | 『ウルトラセブン』にて、モロボシ・ダンがウルトラセブンに変身する際に使用する「ウルトラアイ」を形象している。パズルのギミックは『CAST NEWS』を元に設計されている。                                      |
| CAST TUBE （キャスト チューブ）                | 2022年10月    | Vesa Timonen （フィンランド）                                 |                    |                    |                    | |
| CAST MEDALLION （キャスト メダリオン）         | 2022年12月    | Oskar van Deventer （オランダ）                               |                    |                    |                    | 元は2011年に300個限定の抽選でプレゼントされた幻のパズル。公式オンラインショップ限定で復刻販売された。                                                                                                  |
| ZELDA TRIFORCE （ゼルダの伝説 トライフォース） | 2023年6月     |                                                               |                    |                    |                    | 『ゼルダの伝説』シリーズに登場する秘宝「トライフォース」を形象している。 パズルのギミックは『CAST DELTA』(廃番)と類似しているが、『CAST NEWS』のそれも採用されている。                                 |
| CAST RIPPLE （キャスト リップル）              | 2024年2月     | Kyoo Wong （香港）                                            |                    |                    |                    | |

### レベル6
| タイトル                                           | 販売開始 年月 | デザイナー                       | キャストパズル時代 | キャストパズル時代 | キャストパズル時代 | 備考 |
| タイトル                                           | 販売開始 年月 | デザイナー                       | テーマ             | ひら めき 指数     | 論理 指数          | 備考 |
| -------------------------------------------------- | ------------- | -------------------------------- | ------------------ | ------------------ | ------------------ | --- |
| CAST HOURGLASS （キャスト アワーグラス）           | 2018年9月     | JinHoo Ahn （韓国）              |                    |                    |                    | |
| CAST ROTOR （キャスト ローター）                   | 2019年9月     | Kyoo Wong （香港）               |                    |                    |                    | 2019年『世界パズルデザインコンペティション』「Jury Honorable Mention（佳作）」受賞作品。 |
| CAST CHAIN （キャスト チェーン）                   | 2002年        | Oskar Van Deventer （オランダ）  | 鎖                 | 5                  | 6                  | 2002年『世界パズルデザインコンペティション』「Honorable Mention（佳作）」受賞作品（受賞時のタイトルは『Gold-Silver-Bronze』）。 2005年に開催された「キャストパズル人気投票キャンペーン」（2006年2月結果発表）で第1位となった作品。 |
| CAST NEWS （キャスト ニューズ）                    | 2003年5月     | 芦ヶ原伸之 （日本）              | 針                 | 6                  | 5                  | 特殊な解法の作品。難易度を一般公募で決定する企画で難易度が6に決定した。 |
| CAST ENIGMA （キャスト エニグマ）                  | 2004年3月     | Eldon Vaughn （アメリカ）        | 巻                 | 6                  | 6                  | メーカーが「キャストパズル史上最も難易度が高い」と認定した作品。 原作は1975年のアメリカ特許（アメリカ合衆国特許第 3,885,793号）。                                                                                                  |
| CAST NUTCASE （キャスト ナットケース）             | 2006年10月    | Oskar Van Deventer （オランダ）  | 互                 | 6                  | 5                  | 特殊な解法の作品。 難易度を一般公募で決定する企画で（発売開始当初は難易度が「?」とされていた）難易度が6に決定した。 |
| CAST QUARTET （キャスト カルテット）               | 2007年9月     | MINE.Uyematsu （植松峰幸、日本） | 絆                 | 5                  | 6                  | 原案のタイトルは『Quartet 8L2』。完成形が二通り存在する。 |
| CAST VORTEX （キャスト ヴォルテックス）            | 2008年6月     | Akio Yamamoto （日本）           | 紋                 | 5                  | 6                  | 以前の難易度は5。 |
| CAST INFINITY （キャスト インフィニティ）          | 2016年8月     | Vesa Timonen （フィンランド）    |                    |                    |                    | |
| CAST TRINITY （キャスト トリニティ）               | 2018年1月     | Kyoo Wong （香港）               |                    |                    |                    | 2018年『世界パズルデザインコンペティション』「Jury 1st Prize（審査員最優秀賞）」受賞作品。 |
| ZELDA MASTER SWORD （ゼルダの伝説 マスターソード） | 2023年6月     |                                  |                    |                    |                    | 『ゼルダの伝説』シリーズに登場する武器「マスターソード」を形象している。 |
| CAST KEYIII （キャスト キーIII）                   | 2024年8月     | Oskar Van Deventer （オランダ）  |                    |                    |                    | |

## 廃番

### 通常シリーズ
| 発売開始 年月 | 製造 終了年 | タイトル                                       | デザイナー                      | キャストパズル時代 | キャストパズル時代 | キャストパズル時代 | キャストパズル時代 | 備考 |
| 発売開始 年月 | 製造 終了年 | タイトル                                       | デザイナー                      | テーマ             | 難易度             | ひら めき 指数     | 論理 指数          | 備考 |
| ------------- | ----------- | ---------------------------------------------- | ------------------------------- | ------------------ | ------------------ | ------------------ | ------------------ | --- |
| 1987年        | 1992年      | CAST NUT （キャスト ナット）                   |                                 |                    |                    |                    |                    | |
| 1987年        | 1997年      | CAST OSKAR （キャスト オスカー）               | Oskar Van Deventer （オランダ） |                    |                    |                    |                    | タイトルはデザイン担当の作家名に由来する。 |
| 1983年        | 2012年      | CAST KEY （キャスト キー）                     |                                 | 交                 | 1                  |                    |                    | 第一回発売作品の1つ。過去の名作パズルの復刻版。 |
| 1994年        | 2012年      | CAST BIKE （キャスト バイク）                  | John R.Lynn（アメリカ）         | 道                 | 1                  |                    |                    | 1898年のアメリカ特許（アメリカ合衆国特許第 609,941号）を元とした作品。2000年に一旦廃番となり、2001年9月から改良版を販売開始。 以前より小型になり、解法も多少変更された。過去の名作パズルの復刻版。 |
| 2002年4月     | 2012年      | CAST CRICKET （キャスト クリケット）           |                                 | 門                 | 2                  |                    |                    | 1898年のイギリス特許（アメリカ合衆国特許第 609,081号）過去の名作パズルの復刻版。 |
| 2005年10月    | 2014年      | CAST CUBY （キャスト キュービー）              | Oskar Van Deventer （オランダ） | 宙                 | 4                  | 3                  | 4                  | |
| 2001年5月     | 2015年      | CAST DISK （キャスト ディスク）                | Oskar Van Deventer （オランダ） | 円                 | 1                  | 1                  | 3                  | |
| 2005年2月     | 2016年      | CAST PLATE （キャスト プレート）               | 芦ヶ原伸之 （日本）             | 継                 | 2                  | 1                  | 2                  | 芦ヶ原伸之が全面的な設計に参加した最後のキャストパズル。 ジェリー・スローカムのパズル・コレクションに大幅な改良を加えたもので、 製品の表面には「Nob's Last Present」と刻印されている。             |
| 2009年2月     | 2016年      | CAST MEDAL （キャスト メダル）                 | James Dalgety （イギリス）      | 伝                 | 2                  | 1                  | 3                  | 発表時のタイトルは『St Mungo's Fish』。キャストパズル化に当たって改称された。 |
|               | 2016年      | CAST W-U （キャスト ダブルユー）               |                                 | 蹄                 | 3                  | 4                  | 2                  | 1984年発売『CAST HORSE』の発展系のパズル。 発売当初は大型で、価格も通常のほぼ二倍であった。 2000年10月に改良型の販売が開始され、以前より小さくなり価格も統一された。                               |
| 2016年12月    | 2016年      | CAST MARBLE （キャスト マーブル ウルトラマン） |                                 |                    |                    |                    |                    | Amazon.co.jpにて500個限定で販売。 『CAST MARBLE』を、ウルトラマンをイメージしたシルバーとレッドに配色した作品。ウルトラマンのロゴと通し番号が記載されている。                                      |
| 2013年2月     | 2020年      | CAST DELTA （キャスト デルタ）                 | Kyoo Wong （香港）              | 参                 | 3                  | 2                  | 3                  | 分解時の写真には一部マスクが掛けられており、外部からは中身がほとんど推測できない特殊なパズル。 |
| 2004年5月     | 2020年      | CAST RINGII （キャスト リングII）              | （備考参照）                    | 輪                 | 5                  | 5                  | 5                  | 基本のアイデアはアメリカのJose Grantによるもので、芦ヶ原伸之がそれに手を加えた。2000年発売の『CAST RING』の発展型。                                                                                |

### マリンシリーズ
| 発売開始  | タイトル                         | テーマ   | 難易度 |
| --------- | -------------------------------- | -------- | ------ |
| 1990年3月 | CAST TIE （キャスト タイ）       | 結び     | 初級   |
| 1990年3月 | CAST FIN （キャスト フィン）     | 死と再生 | 初級   |
| 1990年3月 | CAST CRAB （キャスト クラブ）    | 食       | 中級   |
| 1990年7月 | CAST PENTA （キャスト ペンタ）   |          | 中級   |
| 1990年3月 | CAST TAILS （キャスト テイル）   | 繁殖     | 上級   |
| 2000年3月 | CAST CORAL （キャスト コーラル） |          | 上級   |

### マリンキャストシリーズ
マリンシリーズのリメイク。発売開始は2011年11月。

2025年6月に、後述のはずるminiとしてミニチュア版が復刻した。
| 製造 終了年 | タイトル                                    | リメイク元 | モチーフ                | デザイナー             | キャストパズル時代 | キャストパズル時代 | キャストパズル時代 | キャストパズル時代 |
| 製造 終了年 | タイトル                                    | リメイク元 | モチーフ                | デザイナー             | テーマ             | 難易度             | ひら めき 指数     | 論理 指数          |
| ----------- | ------------------------------------------- | ---------- | ----------------------- | ---------------------- | ------------------ | ------------------ | ------------------ | ------------------ |
| 2015年      | CAST SEABREAM （キャスト シーブリーム）     | CAST TIE   | タイとアジ              | Akio Yamamoto （日本） | 鯛                 | 1                  | 1                  | 1                  |
| 2016年      | CAST SHARK （キャスト シャーク）            | CAST FIN   | サメの化石と ネズミザメ | Akio Yamamoto （日本） | 鮫                 | 2                  | 2                  | 1                  |
| 2016年      | CAST CLAW （キャスト クロー）               | CAST CRAB  | カニとアジ              | Akio Yamamoto （日本） | 蟹                 | 2                  | 2                  | 2                  |
| 2016年      | CAST STARFISH （キャスト スターフィッシュ） | CAST PENTA | ヒトデとアジ            | Akio Yamamoto （日本） | 五                 | 2                  | 2                  | 2                  |
| 2016年      | CAST SEAHORSE （キャスト シーホース）       | CAST TAILS | タツノオトシゴ          |                        | 辰                 | 3                  | 3                  | 2                  |
| 2016年      | CAST REEF （キャスト リーフ）               | CAST CORAL | 珊瑚礁とハゼ            |                        | 礁                 | 3                  | 3                  | 3                  |

### ストラップシリーズ
| タイトル               | 販売開始年月 | リメイク元 |
| ---------------------- | ------------ | ---------- |
| ELK （エルク）         | 1990年10月   | CAST ELK   |
| LABY （ラビ）          | 1990年10月   | CAST LABY  |
| KEY （キー）           | 1990年10月   | CAST KEY   |
| HORSE （ホース）       | 1990年10月   | CAST HORSE |
| STAR （スター）        | 1990年10月   | CAST STAR  |
| CAGE （ケージ）        | 2000年3月    | CAST CAGE  |
| SWEET （スウィート）   | 2000年3月    | （新作）   |
| A.B.C （エービーシー） | 2000年3月    | CAST A.B.C |
| S&S （エスアンドエス） | 2000年3月    | CAST S&S   |

- CAGE（ケージ）は、通常版より形状を大幅に変更している。
- SWEET（スウィート）のデザイナーは日本の造型家Akio Yamamoto。
元々は『CAST AMOUR』の小型化を検討したが果たせず、新たに「AMOUR」（フランス語で愛を意味する）をイメージして設計された。
後に『CAST DOLCE』としてリメイク。

### ディズニーキャラクターキャストパズル
| タイトル                                                        | リメイク元 |
| --------------------------------------------------------------- | ---------- |
| Mickey Mouse RING （ミッキーマウス リング）                     | CAST LOOP  |
| Mickey&Minnie KEY （ミッキー&ミニー キー）                      | CAST KEY   |
| Winnie the Pooh ESCAPE （くまのプーさん エスケープ）            | CAST HORSE |
| Alice in Wonderland LABYRINTH （不思議の国のアリス ラビリンス） | CAST LABY  |

### プレミアムシリーズ
チェスの駒をテーマにデザインされたパズル。
駒の中にはコインが封入されており、コインを取り出し元に戻すことを目的とする。
発売開始は2015年7月。デザイナーはMarcel Gillen（ルクセンブルク）。
2021年11月に公式オンラインショップ限定で復刻販売された（現在は販売終了）。
| 製造終了年 | タイトル                                            |
| ---------- | --------------------------------------------------- |
| 2018年     | CHESS PUZZLE 〜KNIGHT〜 （チェスパズル ナイト）     |
| 2018年     | CHESS PUZZLE 〜KING〜 （チェスパズル キング）       |
| 2020年     | CHESS PUZZLE 〜PAWN〜 （チェスパズル ポーン）       |
| 2020年     | CHESS PUZZLE 〜ROOK〜 （チェスパズル ルーク）       |
| 2020年     | CHESS PUZZLE 〜QUEEN〜 （チェスパズル クイーン）    |
| 2021年     | CHESS PUZZLE 〜BISHOP〜 （チェスパズル ビショップ） |

## はずるmini
はずるをミニサイズのカプセルトイとしたもの。バンダイの「ガシャポン」筐体にて販売。

### はずるmini
2021年9月に再版された。
2023年12月には、モーリーファンタジー限定のプライズゲーム景品「はずるmini アミューズメント版」として展開された。
| 発売開始   | タイトル                          |
| ---------- | --------------------------------- |
| 2019年12月 | CAST KEYII （キャスト キーII）    |
| 2019年12月 | CAST STAR （キャスト スター）     |
| 2019年12月 | CAST DOLCE （キャスト ドルチェ）  |
| 2019年12月 | CAST ELK （キャスト エルク）      |
| 2019年12月 | CAST LABY （キャスト ラビ）       |
| 2019年12月 | CAST ENIGMA （キャスト エニグマ） |

### はずるmini 02
| 発売開始  | タイトル                          | 備考            |
| --------- | --------------------------------- | --------------- |
| 2022年3月 | CAST HORSE （キャスト ホース）    |                 |
| 2022年3月 | CAST CAGE （キャスト ケージ）     |                 |
| 2022年3月 | CAST DOLCE （キャスト ドルチェ）  | 第1弾でも販売。 |
| 2022年3月 | CAST VIOLON （キャスト ビオロン） |                 |
| 2022年3月 | CAST DEVIL （キャスト デビル）    |                 |
| 2022年3月 | CAST ENIGMA （キャスト エニグマ） | 第1弾でも販売。 |

### はずるmini 03
| 発売開始  | タイトル                             | 備考            |
| --------- | ------------------------------------ | --------------- |
| 2022年9月 | CAST HORSE （キャスト ホース）       | 第2弾でも販売。 |
| 2022年9月 | CAST CAGE （キャスト ケージ）        | 第2弾でも販売。 |
| 2022年9月 | CAST VIOLON （キャスト ビオロン）    | 第2弾でも販売。 |
| 2022年9月 | CAST KEYHOLE （キャスト キーホール） |                 |
| 2022年9月 | CAST G&G （キャスト ジーアンドジー） |                 |
| 2022年9月 | CAST ROTOR （キャスト ローター）     |                 |

### はずるmini SPECIAL
| 発売開始   | タイトル                               | 備考                   |
| ---------- | -------------------------------------- | ---------------------- |
| 2022年12月 | CAST DIAMOND （キャスト ダイヤモンド） | すべてゴールドカラー。 |
| 2022年12月 | CAST DOT （キャスト ドット）           | すべてゴールドカラー。 |
| 2022年12月 | CAST S&S （キャスト エスアンドエス）   | すべてゴールドカラー。 |
| 2022年12月 | CAST CYCLONE （キャスト サイクロン）   | すべてゴールドカラー。 |
| 2022年12月 | CAST AMOUR （キャスト アムール）       | すべてゴールドカラー。 |
| 2022年12月 | CAST CHAIN （キャスト チェーン）       | すべてゴールドカラー。 |

### はずるmini 鍛脳
| 発売開始  | タイトル                             | 備考                   |
| --------- | ------------------------------------ | ---------------------- |
| 2023年8月 | CAST CYCLONE （キャスト サイクロン） | SPECIALでも販売。      |
| 2023年8月 | CAST AMOUR （キャスト アムール）     | SPECIALでも販売。      |
| 2023年8月 | CAST LABY （キャスト ラビ）          | 第1弾でも販売。        |
| 2023年8月 | CAST ROTOR （キャスト ローター）     | 第3弾でも販売。        |
| 2023年8月 | CAST ENIGMA （キャスト エニグマ）    | 第1弾、第2弾でも販売。 |
| 2023年8月 | CAST CHAIN （キャスト チェーン）     | SPECIALでも販売。      |

### キャストパズルmini 昭和セレクション
キャストパズル時代のパッケージをミニチュアに復刻して販売。
| 発売開始   | タイトル                             | 備考                         |
| ---------- | ------------------------------------ | ---------------------------- |
| 2023年12月 | CAST KEY （キャスト キー）           | 1983年発売の初代バージョン。 |
| 2023年12月 | CAST A.B.C （キャスト エービーシー） |                              |
| 2023年12月 | CAST STAR （キャスト スター）        | 第1弾でも販売。              |
| 2023年12月 | CAST S&S （キャスト エスアンドエス） | SPECIALでも販売。            |
| 2023年12月 | CAST HORSE （キャスト ホース）       | 第2弾、第3弾でも販売。       |
| 2023年12月 | CAST ELK （キャスト エルク）         | 第1弾でも販売。              |

### キャストパズルmini 平成セレクション
キャストパズル時代のパッケージをミニチュア化して販売。
| 発売開始  | タイトル                              | 備考                    |
| --------- | ------------------------------------- | ----------------------- |
| 2024年4月 | CAST DISK （キャスト ディスク）       |                         |
| 2024年4月 | CAST KEYRING （キャスト キーリング）  |                         |
| 2024年4月 | CAST DOLCE （キャスト ドルチェ）      | 第1弾、第2弾でも販売。  |
| 2024年4月 | CAST G＆G （キャスト ジーアンドジー） | 第3弾でも販売。         |
| 2024年4月 | CAST HEART （キャスト ハート）        |                         |
| 2024年4月 | CAST AMOUR （キャスト アムール）      | SPECIAL、鍛脳でも販売。 |

### はずるmini ～ミニパッケージ付き～
はずるに名称変更してからのパッケージをミニチュア化して販売。
| 発売開始  | タイトル                               | 備考                    |
| --------- | -------------------------------------- | ----------------------- |
| 2024年7月 | CAST DIAMOND （キャスト ダイヤモンド） | SPECIALでも販売。       |
| 2024年7月 | CAST DOT （キャスト ドット）           | SPECIALでも販売。       |
| 2024年7月 | CAST KEYHOLE （キャスト キーホール）   | 第3弾でも販売。         |
| 2024年7月 | CAST CAGE （キャスト ケージ）          | 第2弾、第3弾でも販売。  |
| 2024年7月 | CAST CHAIN （キャスト チェーン）       | SPECIAL、鍛脳でも販売。 |
| 2024年7月 | CAST ROTOR （キャスト ローター）       | 第3弾、鍛脳でも販売。   |

### はずるmini ～みんなでハッピーパズリング!～
はずるに名称変更してからのパッケージをミニチュア化して販売。
| 発売開始   | タイトル                             | 備考                                |
| ---------- | ------------------------------------ | ----------------------------------- |
| 2024年12月 | CAST A.B.C （キャスト エービーシー） | 昭和セレクションでも販売。          |
| 2024年12月 | CAST KEYII （キャスト キーII）       | 第1弾でも販売。                     |
| 2024年12月 | CAST S&S （キャスト エスアンドエス） | SPECIAL、昭和セレクションでも販売。 |
| 2024年12月 | CAST STAR （キャスト スター）        | 第1弾、昭和セレクションでも販売。   |
| 2024年12月 | CAST ENIGMA （キャスト エニグマ）    | 第1弾、第2弾、鍛脳でも販売。        |
| 2024年12月 | CAST CYCLONE （キャスト サイクロン） | SPECIAL、鍛脳でも販売。             |

### はずるmini MARINE SERIES
マリンキャストシリーズのミニチュア復刻版。パッケージは、はずるに名称変更してからのものを模している。
| 発売開始  | タイトル                                    |
| --------- | ------------------------------------------- |
| 2025年6月 | CAST SHARK （キャスト シャーク）            |
| 2025年6月 | CAST STARFISH （キャスト スターフィッシュ） |
| 2025年6月 | CAST SEABREAM （キャスト シーブリーム）     |
| 2025年6月 | CAST CLAW （キャスト クロー）               |
| 2025年6月 | CAST REEF （キャスト リーフ）               |
| 2025年6月 | CAST SEAHORSE （キャスト シーホース）       |